# یارم گنبد
یارم گنبد یک روستا در ایران است که در دهستان سنگر (فاروج) واقع شده‌است. یارم گنبد ۸۷ نفر جمعیت دارد.